# Józef Zieliński (wojskowy)
Józef Zieliński (XVIII/XIX wiek) – generał major ziemiański ziemi łomżyńskiej w insurekcji kościuszkowskiej. Wraz z braćmi Janem i Norbertem walczył głównie przeciwko wojskom pruskim na Kurpiach.